# Grand Prix Velké Británie 2016
Grand Prix Velké Británie 2016 (oficiálně 2016 Formula 1 British Grand Prix) se jela na okruhu Silverstone v Northamptonshire ve Velké Británii dne 10. července 2016. Závod byl desátým v pořadí v sezóně 2016 šampionátu Formule 1.

## Kvalifikace
| Poř.                        | No. | Jezdec            | Konstruktér               | Časy v kvalifikaci | Časy v kvalifikaci | Časy v kvalifikaci | Pořadí na startu |
| Poř.                        | No. | Jezdec            | Konstruktér               | Q1                 | Q2                 | Q3                 | Pořadí na startu |
| --------------------------- | --- | ----------------- | ------------------------- | ------------------ | ------------------ | ------------------ | ---------------- |
| 1                           | 44  | Lewis Hamilton    | Mercedes                  | 1:30.739           | 1:29.243           | 1:29.287           | 1                |
| 2                           | 6   | Nico Rosberg      | Mercedes                  | 1:30.724           | 1:29.970           | 1:29.606           | 2                |
| 3                           | 33  | Max Verstappen    | Red Bull Racing-TAG Heuer | 1:31.305           | 1:30.697           | 1:30.313           | 3                |
| 4                           | 3   | Daniel Ricciardo  | Red Bull Racing-TAG Heuer | 1:31.684           | 1:31.319           | 1:30.618           | 4                |
| 5                           | 7   | Kimi Räikkönen    | Ferrari                   | 1:31.326           | 1:31.385           | 1:30.881           | 5                |
| 6                           | 5   | Sebastian Vettel  | Ferrari                   | 1:31.606           | 1:30.711           | 1:31.490           | 11               |
| 7                           | 77  | Valtteri Bottas   | Williams-Mercedes         | 1:31.913           | 1:31.478           | 1:31.557           | 6                |
| 8                           | 55  | Carlos Sainz Jr.  | Toro Rosso-Ferrari        | 1:32.115           | 1:31.708           | 1:31.989           | 7                |
| 9                           | 27  | Nico Hülkenberg   | Force India-Mercedes      | 1:32.349           | 1:31.770           | 1:32.172           | 8                |
| 10                          | 14  | Fernando Alonso   | McLaren-Honda             | 1:32.281           | 1:31.740           | 1:32.343           | 9                |
| 11                          | 11  | Sergio Pérez      | Force India-Mercedes      | 1:32.336           | 1:31.875           |                    | 10               |
| 12                          | 19  | Felipe Massa      | Williams-Mercedes         | 1:32.146           | 1:32.002           |                    | 12               |
| 13                          | 8   | Romain Grosjean   | Haas-Ferrari              | 1:32.283           | 1:32.050           |                    | 13               |
| 14                          | 21  | Esteban Gutiérrez | Haas-Ferrari              | 1:32.237           | 1:32.241           |                    | 14               |
| 15                          | 26  | Daniil Kvjat      | Toro Rosso-Ferrari        | 1:32.553           | 1:32.306           |                    | 15               |
| 16                          | 20  | Kevin Magnussen   | Renault                   | 1:32.729           | 1:37.060           |                    | 16               |
| 17                          | 22  | Jenson Button     | McLaren-Honda             | 1:32.788           |                    |                    | 17               |
| 18                          | 30  | Jolyon Palmer     | Renault                   | 1:32.905           |                    |                    | 18               |
| 19                          | 88  | Rio Haryanto      | MRT-Mercedes              | 1:33.098           |                    |                    | 19               |
| 20                          | 94  | Pascal Wehrlein   | MRT-Mercedes              | 1:33.151           |                    |                    | 20               |
| 21                          | 12  | Felipe Nasr       | Sauber-Ferrari            | 1:33.544           |                    |                    | 21               |
| 107 % času vítěze: 1:37.074 |     |                   |                           |                    |                    |                    |                  |
| —                           | 9   | Marcus Ericsson   | Sauber-Ferrari            | Bez času           |                    |                    | PL               |
| Zdroj:                      |     |                   |                           |                    |                    |                    |                  |

Poznámky
1. ↑  Sebastian Vettel obdržel trest posunu o 5 míst vzad za neplánovanou výměnu převodovky.
2. ↑  Marcus Ericsson nezaznamenal čas, kterým by se kvalifikoval ve 107 % času vítěze. Start mu byl povolen sportovními komisaři. Zároveň musel startovat z boxové uličky kvůli výměně podlahy.

## Závod
| Poř.   | No. | Jezdec            | Konstruktér               | Počet kol | Čas/Odstoupení   | Pořadí na startu | Body |
| ------ | --- | ----------------- | ------------------------- | --------- | ---------------- | ---------------- | ---- |
| 1      | 44  | Lewis Hamilton    | Mercedes                  | 52        | 1:34:55.831      | 1                | 25   |
| 2      | 33  | Max Verstappen    | Red Bull Racing-TAG Heuer | 52        | +8.250           | 3                | 18   |
| 3      | 6   | Nico Rosberg      | Mercedes                  | 52        | +16.911          | 2                | 15   |
| 4      | 3   | Daniel Ricciardo  | Red Bull Racing-TAG Heuer | 52        | +26.211          | 4                | 12   |
| 5      | 7   | Kimi Räikkönen    | Ferrari                   | 52        | +1:09.743        | 5                | 10   |
| 6      | 11  | Sergio Pérez      | Force India-Mercedes      | 52        | +1:16.941        | 10               | 8    |
| 7      | 27  | Nico Hülkenberg   | Force India-Mercedes      | 52        | +1:17.712        | 8                | 6    |
| 8      | 55  | Carlos Sainz Jr.  | Toro Rosso-Ferrari        | 52        | +1.25.858        | 7                | 4    |
| 9      | 5   | Sebastian Vettel  | Ferrari                   | 52        | +1:31.654        | 11               | 2    |
| 10     | 26  | Daniil Kvjat      | Toro Rosso-Ferrari        | 52        | +1:32.600        | 15               | 1    |
| 11     | 19  | Felipe Massa      | Williams-Mercedes         | 51        | +1 kolo          | 12               |      |
| 12     | 22  | Jenson Button     | McLaren-Honda             | 51        | +1 kolo          | 17               |      |
| 13     | 14  | Fernando Alonso   | McLaren-Honda             | 51        | +1 kolo          | 9                |      |
| 14     | 77  | Valtteri Bottas   | Williams-Mercedes         | 51        | +1 kolo          | 6                |      |
| 15     | 12  | Felipe Nasr       | Sauber-Ferrari            | 51        | +1 kolo          | 21               |      |
| 16     | 21  | Esteban Gutiérrez | Haas-Ferrari              | 51        | +1 kolo          | 14               |      |
| 17     | 20  | Kevin Magnussen   | Renault                   | 49        | Převodovka       | 16               |      |
| Ret    | 30  | Jolyon Palmer     | Renault                   | 37        | Převodovka       | 18               |      |
| Ret    | 88  | Rio Haryanto      | MRT-Mercedes              | 24        | Otáčky           | 19               |      |
| Ret    | 8   | Romain Grosjean   | Haas-Ferrari              | 17        | Zavěšení         | 13               |      |
| Ret    | 9   | Marcus Ericsson   | Sauber-Ferrari            | 11        | Pohonná jednotka | PL               |      |
| Ret    | 94  | Pascal Wehrlein   | MRT-Mercedes              | 6         | Otáčky           | 20               |      |
| Zdroj: |     |                   |                           |           |                  |                  |      |

Poznámky
1. ↑  Nico Rosberg obdržel trest přičtení 10 sekund k času v cíli za nelegální rádiovou komunikaci.
2. ↑  Sebastian Vettel obdržel penalizaci 5 sekund za vytlačení Felipeho Massi mimo trať.
3. ↑  Kevin Magnussen odstoupil ze závodu, ale byl klasifikován, protože odjel více než 90 % délky závodu.

## Průběžné pořadí po závodě
Pohár jezdců
|   | Pořadí | Jezdec           | Body |
| - | ------ | ---------------- | ---- |
|   | 1      | Nico Rosberg     | 168  |
|   | 2      | Lewis Hamilton   | 167  |
| 1 | 3      | Kimi Räikkönen   | 106  |
| 1 | 4      | Daniel Ricciardo | 100  |
| 2 | 5      | Sebastian Vettel | 98   |

Pohár konstruktérů
|  | Pořadí | Konstruktér               | Body |
|  | ------ | ------------------------- | ---- |
|  | 1      | Mercedes                  | 335  |
|  | 2      | Ferrari                   | 204  |
|  | 3      | Red Bull Racing-TAG Heuer | 198  |
|  | 4      | Williams-Mercedes         | 92   |
|  | 5      | Force India-Mercedes      | 73   |